# 李俊民 (1905年)
李俊民（1905年1月31日—1993年6月29日），原名李守章，笔名李风灰、峻明、十音、葭谷、瘦谷、步程、乐竟等，男，江苏南通人，中华人民共和国出版家、作家、学者。

## 生平
1923年，武昌师范大学国文系毕业，即从事文学创作研究活动，曾发表小说《哑钟的破碎》等。1924年参加革命后，编辑《文学周刊》、《湖北青年》、《楚光日报》、《引擎》杂志等革命报刊，组织未明出版社，曾任中国左翼作家联盟北平分会秘书长。1925年加入中国共产党。1937年，在南通创办《新通报》，任主编，后参与《江海报》工作，任中共苏中四分区宣传部长。
中华人民共和国成立后，任苏北行政公署文教处长、省文化局局长，1953年，调任上海文艺出版社社长。之后他创办上海古典文学出版社，任社长，又任中华书局上海编辑所副主任兼总编辑，上海古籍出版社社长。组织出版了《中国古典文学丛书》、《中国古典文学基本知识丛书》等一批有影响的书籍；为《辞海·古典文学》修订本的主编之一，80年代初，大胆决断，在两三年内组织出版文史古籍500余种。1993年6月29日，病逝于上海华东医院。7月，上海龙华殡仪馆大厅举行向遗体告别仪式。骨灰盒安放于上海龙华烈士陵园。部分骨灰按其遗愿撒于南通马鞍山南麓。